# Comuna Popești, Vâlcea
Popești este o comună în județul Vâlcea, Oltenia, România, formată din satele Curtea, Dăești, Firijba, Meieni, Popești (reședința), Urși și Valea Caselor.

## Așezare
Comuna Popești este unitatea administrativ-teritorială situată în centrul județului Vâlcea, sub poalele Munților Căpățânii, la întretăierea paralelei de 45° latitudine N cu meridianul de 24° longitudine E. În cadrul județului Vâlcea, comuna Popești se găsește la aproximativ 20 km de DN67 pe drumul national DN65C HOREZU-CRAIOVA.

## Istoric
Primele informații apar într-un hrisov al lui Mircea Voievod - Daești (19 iunie 1547) „Popești” – atestată documentar la 30 aprilie 1577 

## Geografie
Altitudinea față de nivelul mării: 450–500 m.

### Relief
Relieful din care face parte zona: teritoriul care aparține localității se află în Depresiunea Horezu din treapta de relief care aparține Dealurilor Vâlcii din Subcarpații Getici. Forma de relief dominantă este podișul neted, presărat cu dealuri caracterizate de pante line. Datorită acestei situații altitudinea maximă este de 480 m în partea vestică a localității, altitudine înregistrată pe Dealul Păpușoiu.

### Suprafață
Suprafața totală a comunei: 5276 ha din care satul Urși 1800 ha, Popești 1200 ha, Meieni 1000 ha, Dăești 900 ha, Valea Caselor 76 ha, Curtea 250 ha, Firijba 50 ha.

### Căi de acces
Drumuri de acces: DN 65C Craiova-Horezu de la km 84+600 la km 94+800; DJ 677F de la km 0 la km 2+400.

### Vecini
Vecinatăți: (alte sate/comune/orașe, cursuri de apă, forme de relief deosebite etc.) Sirineasa, Roești, Cernișoara, Oteșani, Frâncești, Băbeni.

## Demografie
Componența etnică a comunei Popești
     Români (94,4%)
     Alte etnii (0,07%)
     Necunoscută (5,53%)
Componența confesională a comunei Popești
     Ortodocși (94,08%)
     Alte religii (0,21%)
     Necunoscută (5,71%)
Conform recensământului efectuat în 2021, populația comunei Popești se ridică la 2.857 de locuitori, în scădere față de recensământul anterior din 2011, când fuseseră înregistrați 2.972 de locuitori. Majoritatea locuitorilor sunt români (94,4%), iar pentru 5,53% nu se cunoaște apartenența etnică. Din punct de vedere confesional, majoritatea locuitorilor sunt ortodocși (94,08%), iar pentru 5,71% nu se cunoaște apartenența confesională.

## Politică și administrație
Comuna Popești este administrată de un primar și un consiliu local compus din 11 consilieri. Primarul, Aurora Măgură[*], de la Partidul Social Democrat, este în funcție din 2016. Începând cu alegerile locale din 2024, consiliul local are următoarea componență pe partide politice:
|  | Partid                    | Consilieri | Componența Consiliului | Componența Consiliului | Componența Consiliului | Componența Consiliului | Componența Consiliului | Componența Consiliului | Componența Consiliului | Componența Consiliului |
|  | ------------------------- | ---------- | ---------------------- | ---------------------- | ---------------------- | ---------------------- | ---------------------- | ---------------------- | ---------------------- | ---------------------- |
|  | Partidul Social Democrat  | 8          |                        |                        |                        |                        |                        |                        |                        |                        |
|  | Partidul Național Liberal | 2          |                        |                        |                        |                        |                        |                        |                        |                        |
|  | Partidul PRO România      | 1          |                        |                        |                        |                        |                        |                        |                        |                        |

## Atracții turistice
Monumente (istorice și de cult)
- Biserica “Sf. Ioan” de la Urși;

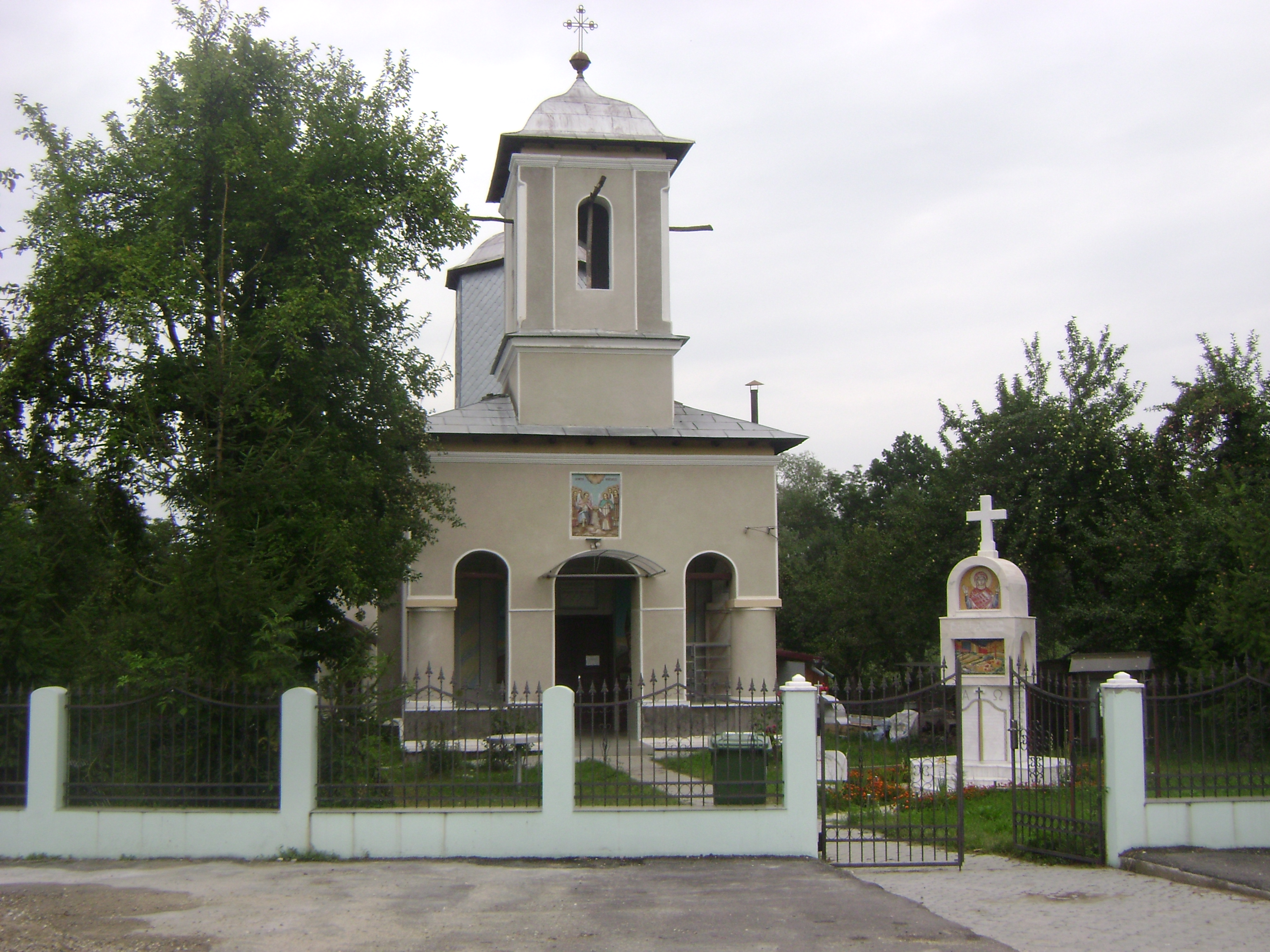
Biserica din Meieni

- Biserica “Intrarea în Biserică”, Dăești 1780, refăcută în 1829 și în 1878;
- Biserica “Sf. Voievozi”, Meieni 1904;
- Biserica “Sf. Nicolae”, Popești 1924.
- Biserica de lemn “Buna Vestire”, Urși, construită pe moșia lui Nicolae Milcoveanu. Pictată de zugravii Gheorghe, Nicolae și Ioan (zugrăvită la 1843). “Biserica cladită aici din lemn datează din 1757” (v. Constantin Bălan, “Inscripții medievale si din epoca modernă a României”, 2005,

Date de interes (picturi deosebite, stil arhitectonic, vizitatori celebri, date deosebite legate de eventuale comemorări etc.)
Evenimente istorice desfășurate în acest areal (eventual legende despre aceste locuri și oameni): Jieni, lângă Popești – loc de popas în pădurea Cotoșmanului pentru haiduci (Iancu Jianu).

## Galerie imagini

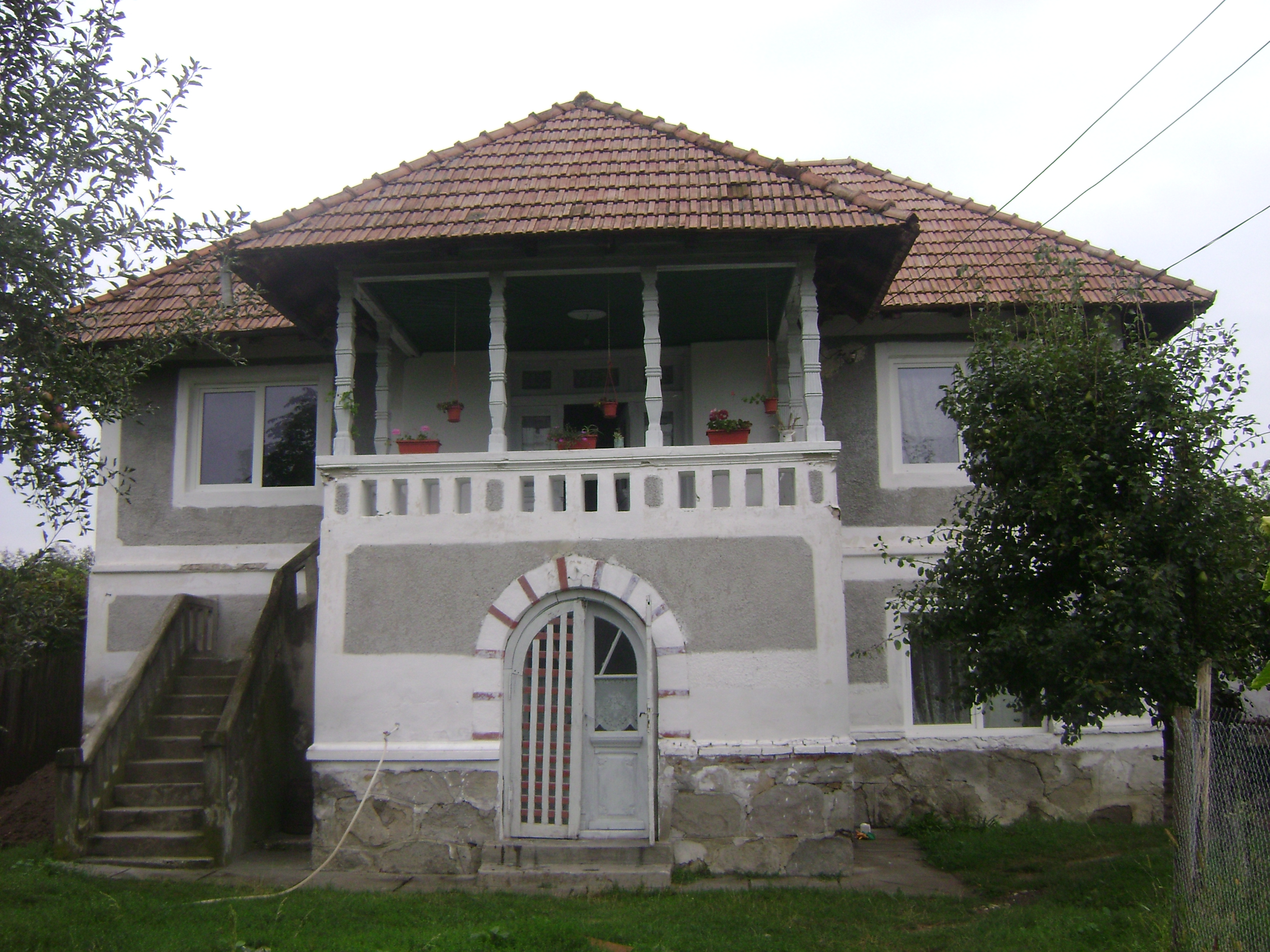
Casă boierească
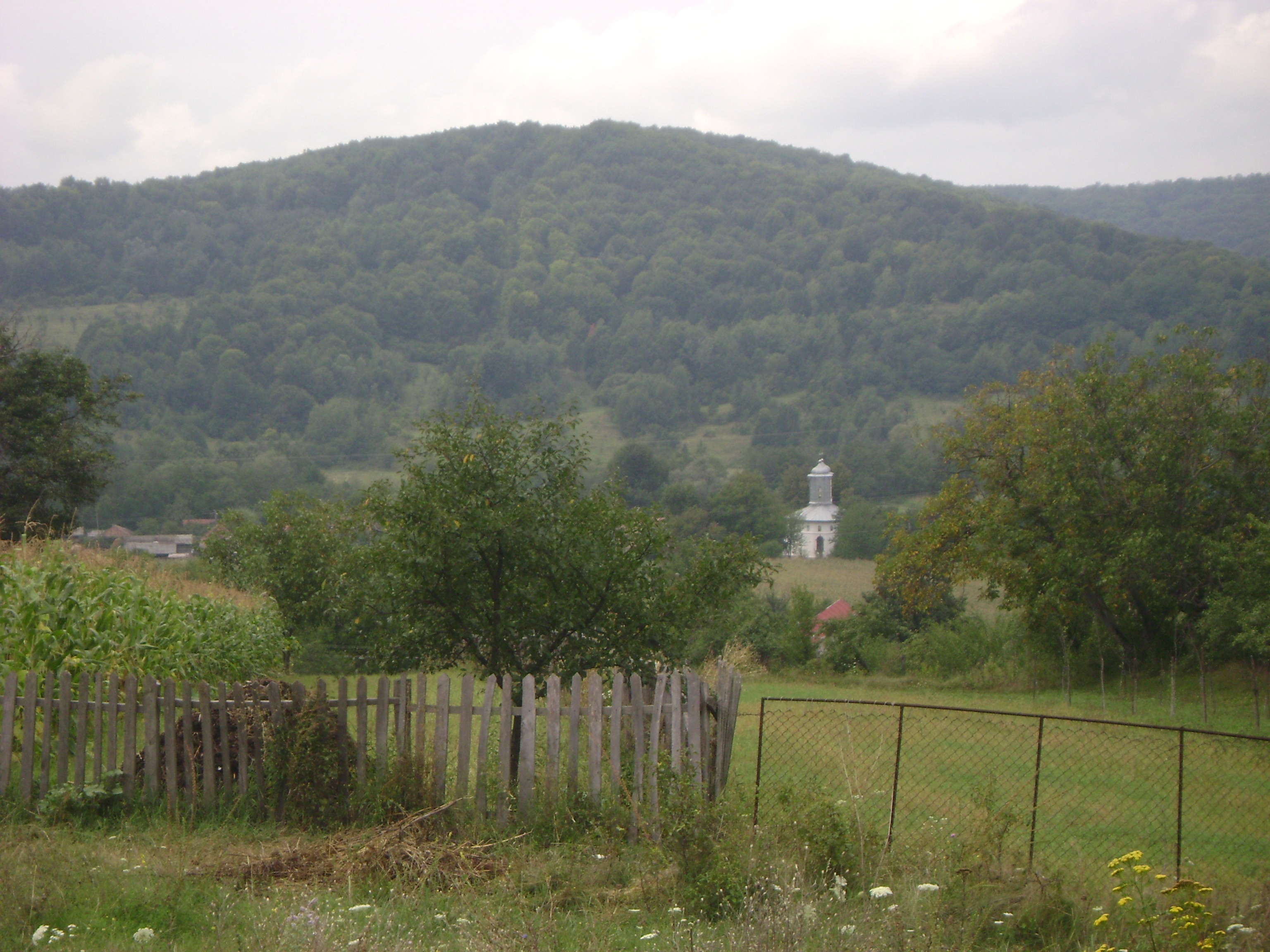
Peisaj
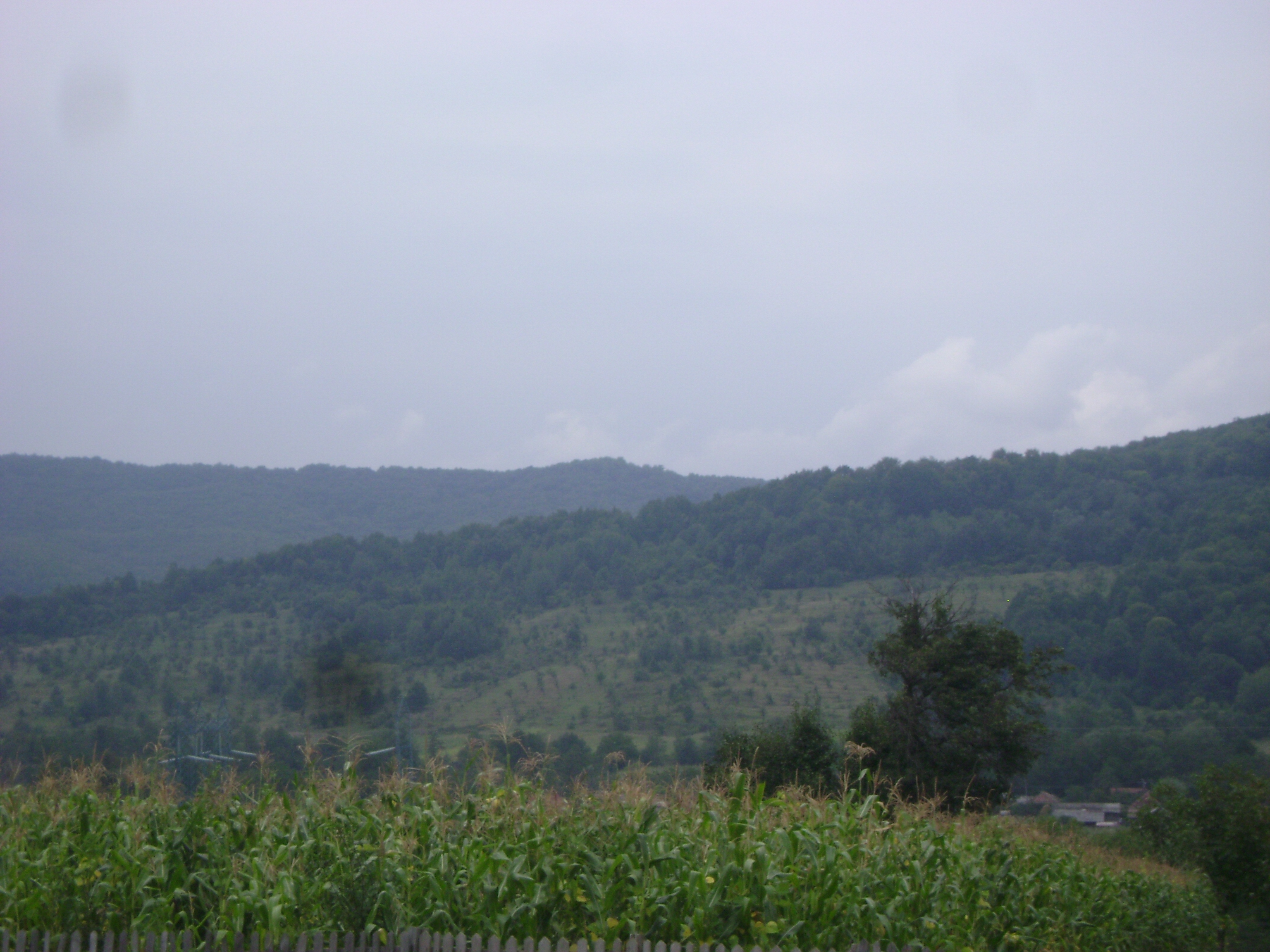
Peisaj
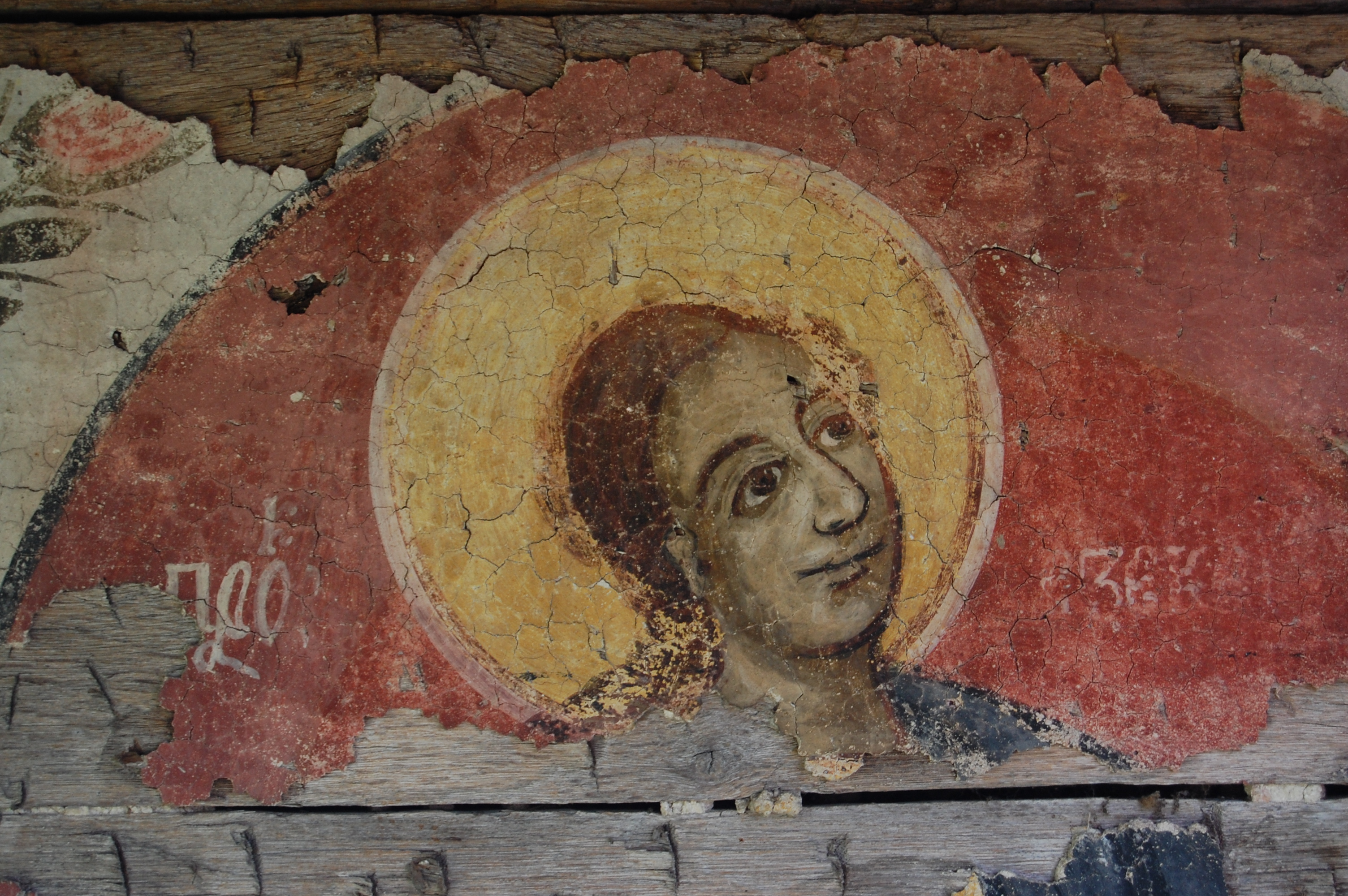
Biserica de lemn din Urşi (pictură interior)
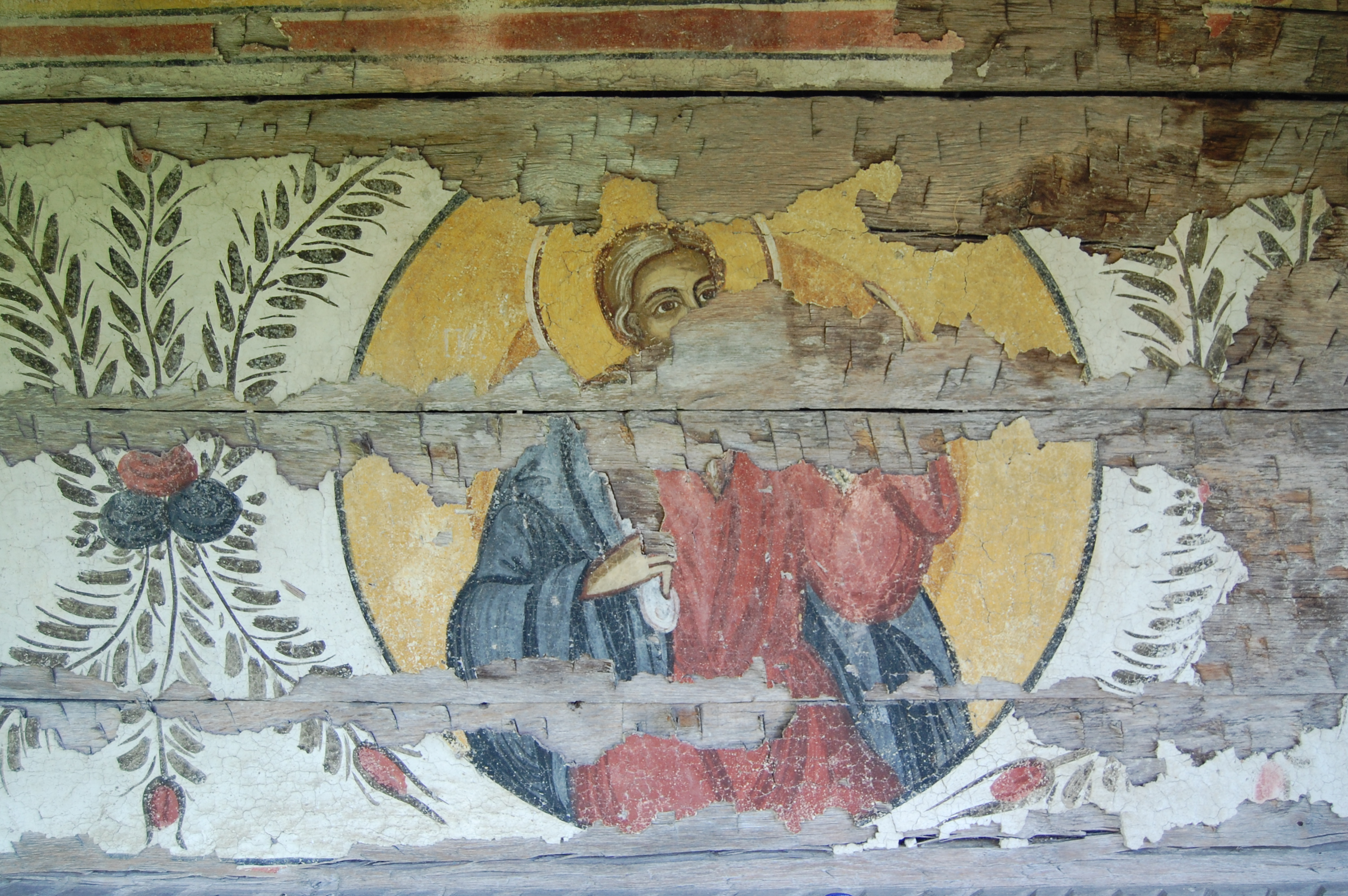
Biserica de lemn din Urşi (pictură interior)
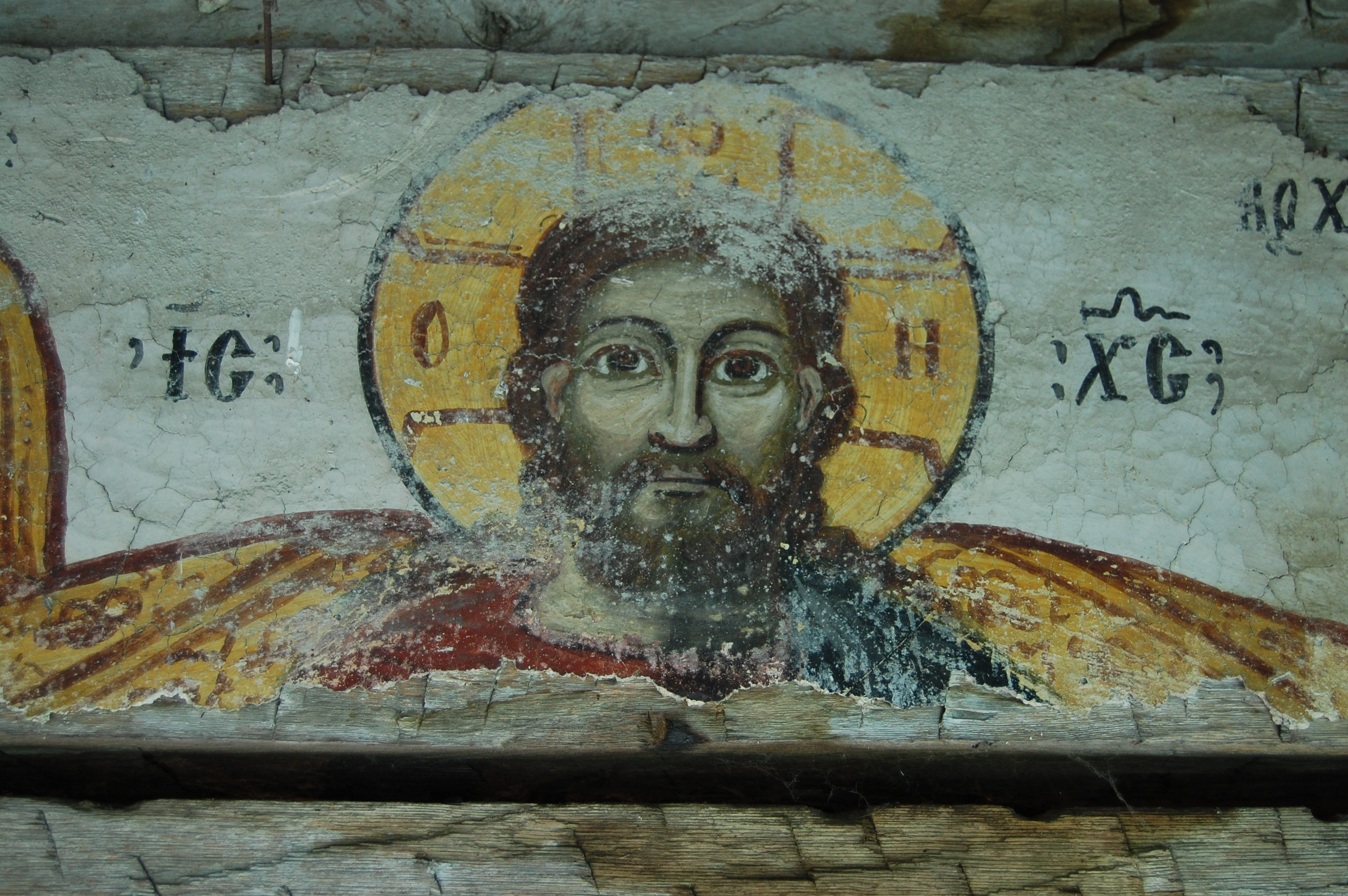
Biserica de lemn din Urşi (pictură interior)
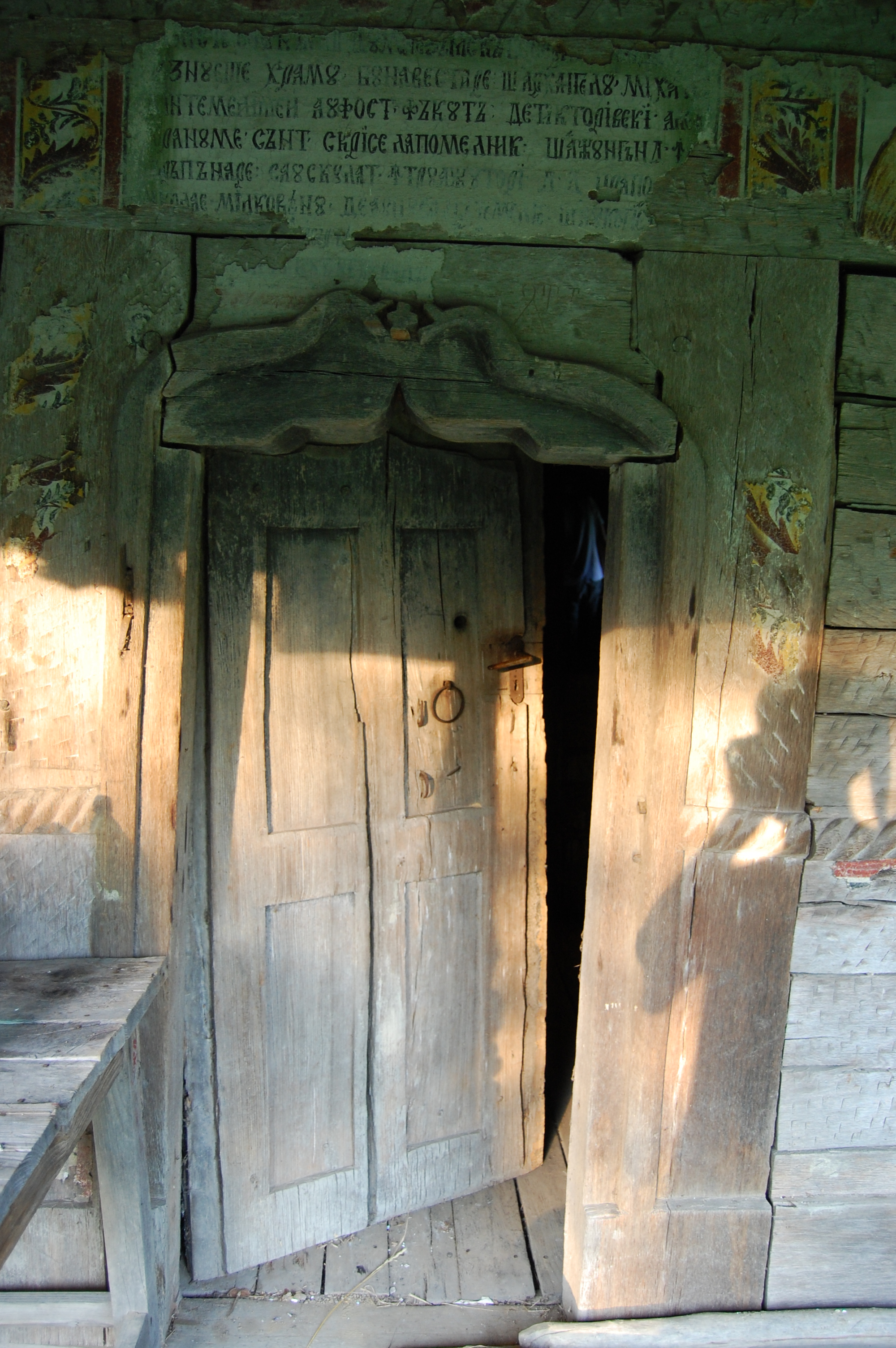
Biserica de lemn din Urşi (intrare)